# セネシオニン-N-オキシゲナーゼ
セネシオニン-N-オキシゲナーゼ（senecionine N-oxygenase）は、次の化学反応を触媒する酸化還元酵素である。
セネシオニン + NADPH + H+ + O2 {\displaystyle \rightleftharpoons } セネシオニン-N-オキシド + NADP+ + H2O
この酵素の基質はセネシオニン、NADPH、H+とO2で、生成物はセネシオニン-N-オキシド、NADP+とH2Oである。
組織名はsenecionine,NADPH:oxygen oxidoreductase (N-oxide-forming)で、別名にsenecionine monooxygenase (N-oxide-forming)、SNOがある。